# 科默內什蒂
科默內什蒂是羅馬尼亞的城鎮，位於該國東部，距離首府巴克烏39公里，由巴克烏縣負責管轄，面積63.86平方公里，海拔高度411米，2009年人口23,568，大多數居民信奉東正教。

## 外部連結
- （罗马尼亚文） Official website
- （罗马尼亚文） City Hall Official website